# هنر گام زمان
هنر گام زمان نام یک آلبوم تصویری (ضبط کنسرت) موسیقی با صدای علیرضا فریدون پور و آهنگ‌سازی محمدرضا لطفی است که در سبک سنتی ایرانی و با اجرای گروه همنوازان شیدا تهیه شده‌است. محل برگزاری این کنسرت در سالن میلاد نمایشگاه بین‌المللی تهران بوده‌است. این کنسرت شامل دو بخش بداهه نوازی  لطفی و گروه نوازی می‌باشد. آهنگ‌های آلبوم هنر گام زمان مربوط به این کنسرت می‌باشند. این کنسرت در ۳ روزِ ۲۵ الی ۲۷ آبان ماه ۱۳۹۰ اجرا شده‌است. حمیدرضا مرتضوی تنظیم قطعات این کنسرت را بر عهده داست. در این آلبوم اشعار مولانا، سعدی شیرازی و ه. الف. سایه اجرا شده‌است.

## شرح آلبوم تصویری

### فهرست آهنگ‌ها
- بخش اول: در بخش اول  لطفی به صورت بداهه نوازی اشعاری از حافظ و مولانا را خواند. در این بخش احمد مستنبط (نوازندهٔ تمبک) و مهرزاد هویدا (نوازندهٔ دف) لطفی را همراهی کردند.
- بخش دوم: پس از ۲۰ دقیقه استراحت، گروه بزرگ همنوازان شیدا که متشکل از ۲۵ نفر بود به صحنه آمد و گروه نوازی را آغاز کردند. در این بخش لطفی نوازندگی تار را برعهده داشت و علیرضا فریدون پور خوانندگی آهنگ‌ها را بر عهده داشت. نام آهنگ‌ها:

1. تصنیف هنر گام زمان (شعر ه. الف. سایه)
2. تک نوازی سه تار
3. چهارمضراب
4. بداهه خوانی (ساز و آواز)
5. تصنیف بیداد (شعر مولانا)
6. تکرار تصنیف هنر گام زمان (شعر ه. الف. سایه)

- درباره تکرار تصنیف هنر گام زمان: محمدرضا لطفی (آهنگ ساز اثر) درباره این که چرا در این کنسرت تصنیف یک بار در اول و یک بار در آخر اجرا شده است، اظهار کرد: شعر تصنیف بسیار زیبا است و مخاطب با یکبار گوش کردن شعر تصنیف را حفظ نمی‌شود مخصوصاً که تصنیف‌ها اصولاً در آخر برنامه اجرا می‌شوند بنابراین من آگاهانه برای اینکه شعر اهمیت داشت، تصنیف را یک بار در اول کار اجرا کردم تا در ذهن مخاطب بماند.[۴]

### نوازندگان
- محمدرضا لطفی، فرخ مظهری و ساناز ستارزاده: تار
- حمیدرضا مرتضوی و سپیده مشکی: سه‌تار
- شادی وحیدی: تار ابریشم
- آریا محافظ و کتایون ملک مطیعی: سنتور
- مهدی ولی زاده: نی
- وحید جبارزاده، فریما موفقی، سینا دانش و سامان نوروزیان: کمانچه
- آزاده شمس: غیژک
- پویا لقایی: رباب
- آریا لطیف پور، تینا پیرهادی و عیسی شکری: عود
- مهرزاد هویدا، المیرا نصیری و محمد کریمی: دف
- احمد مستنبط و نازنین بازرگانی: تنبک
- عیسی شکری : دایره